# Elatostema prunifolium
Elatostema prunifolium es una especie de planta del género Elatostema, perteneciente a la familia Urticaceae.

## Taxonomía
Elatostema prunifolium fue descrita por Wen Tsai Wang en 1980.

## Distribución
Se encuentra en el territorio centro-sur de China y Vietnam.